# Urban Trad

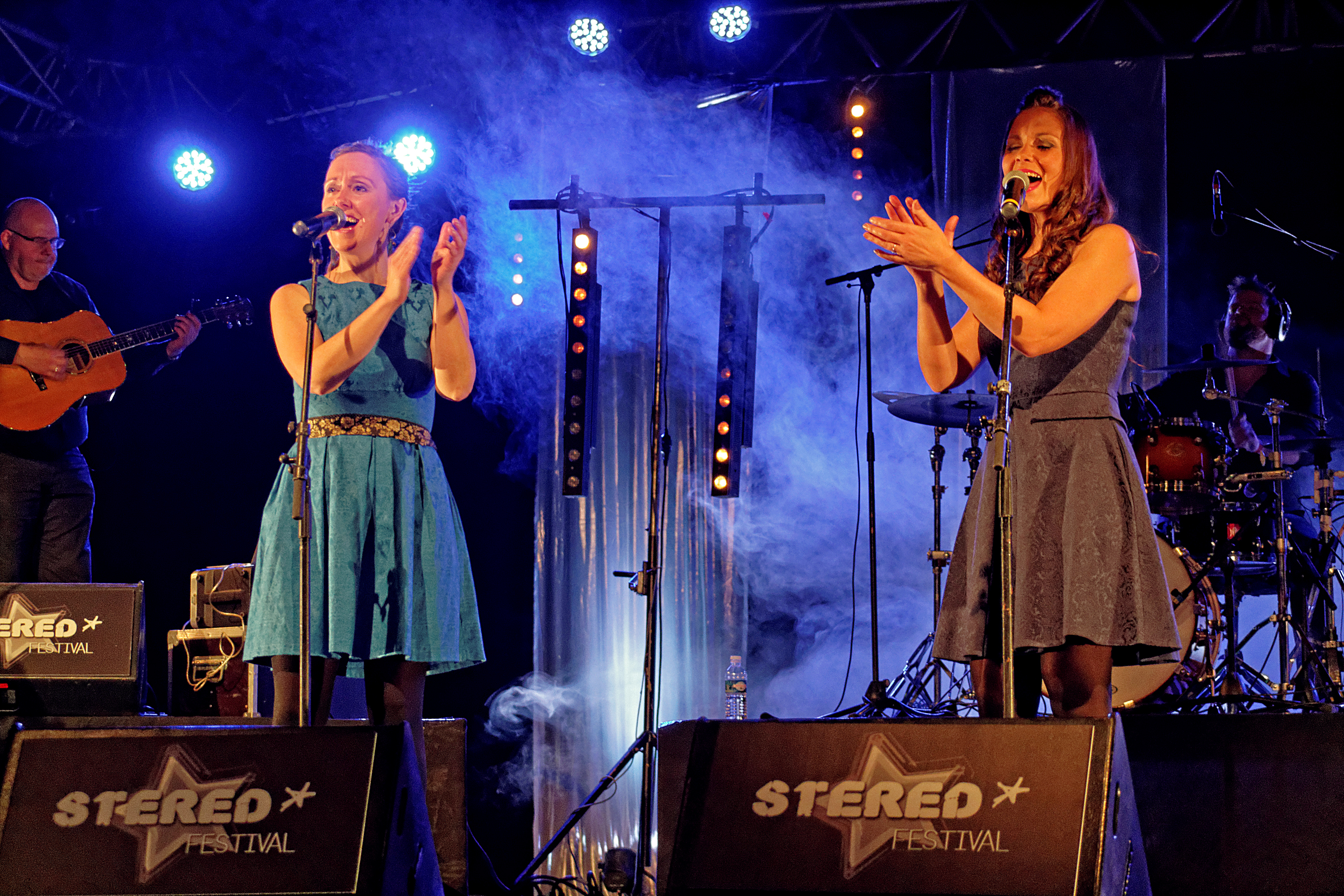
Soetkin Collier & Veronica Codesal 2015

Urban Trad é uma banda de folk e  new age belga cujos ritmos se baseiam na música tradicional europeia mesclada com um toque de modernismo do século XXI, o qual leva a frase  "un grupo de música bem inspirada ancorada ao século XXI".

## História
O projeto iniciou-se em maio de 2000, quando  Yves Barbieux reune para o primeiro disco  One O Four vários artistas de tradição belga. Ao princípio só se tratava de uma reunião de artistas, mas o êxito do disco levou Yves Barbieux a realizar concertos com mais  artistas.
No  Festival Eurovisão da Canção 2003 na Letónia em 24 de maio desse ano, Urban Trad interpretou o tema "Sanomi", canção interpretada numa língua imaginária que se classificou em segundo lugar, a apenas dois pontos da canção vencedora da Turquia. O seu segundo álbum "Kerua" vendeu mais de 30.000 cópias, tendo sido lançado nos países vizinhos e conseguindo aí também  sucesso.  A partir de  2004 o grupo tem evoluído os seus ritmos, mas conservando o toque moderno que lhe deu êxito. Nesse mesmo ano de 2004, foi lançado o terceiro álbum  "Elem". Em 2007, a banda lançou o seu quarto álbum "Erbalunga".
Em 2010, o baterista do grupo  Michel Morvan morreu aos 44 anos, vítima de  cancro. Era francês e pertencia ao grupo desde  2001.

## Discografia

### Álbuns
| 2001 | One o Four | -  |
| 2003 | Kerua      | 4  |
| 2004 | Elem       | 47 |
| 2007 | Erbalunga  | 32 |

### Compilações
| 2010 | Urban Trad: The Best Of | - |

## Músicos
- Yves Barbieux: Flauta, Gaita e direção artística
- Veronica Codesal: Vocalista
- Soetkin Collier: Vocalista
- Philip Masure: Guitarra
- Michel Morvan: Bateria
- Dirk Naessens: Violino
- Sophie Cavez: Acordeão
- Cedric Waterschoot: Baixo